# كوري (قمر)
القمر كوري (بالإنجليزية: Kore)‏ المعروف أيضاً باسم المشتري التاسع والأربعون (بالإنجليزية: Jupiter XLIX)‏ هو قمر طبيعي غير نظامي يتحرك بحركة تراجعية تابع لكوكب المشتري.
و ينتمي هذا القمر إلى مجموعة باسيفي المكونة جميعها من أقمار غير نظامية وتتحرك بحركة تراجعية دائرة حول المشتري على مسافة تتراوح بين 22.8 و 24.1 جيجامتر وزاوية ميلان تتراوح تقريباً بين 144.5° و 158.3°.

## اكتشافه
اكتشف هذا القمر فريق من علماء الفلك من جامعة هاواي بقيادة سكوت شيبارد في عام 2003 للميلاد، وتمت تسميته مؤقتاً بالاسم S/2003 J 14.
و من ثم تمت تسميته بالاسم كوري نسبة إلى كوري وهو الاسم الآخر للإلهة الإغريقية برسفون.

## خصائصه
يدور هذا القمر حول كوكب المشتري على مسافة متوسطة تبلغ 23,239 ميغامتر في 723.720 يوماً، بزاوية ميل يبلغ قدرها 141° في اتجاه (°139 من خط الاستواء في المشتري) حسب مسير الشمس مع شذوذ مداري يبلغ قدره 0.2462.
و يبلغ قطر هذا القمر حوالي كيلومترين اثنين.